# Coenotephria bimaculata
Coenotephria bimaculata là một loài bướm đêm trong họ Geometridae.